# Naturschutzgebiet Hausstätte
Das Naturschutzgebiet Hausstätte ist ein 12,08 ha großes Naturschutzgebiet (NSG) nordöstlich von Silbach im Stadtgebiet von Winterberg. Das Gebiet liegt am Osthang der Nordhelle. Das Gebiet wurde 2008 mit dem Landschaftsplan Winterberg durch den Hochsauerlandkreis als NSG ausgewiesen.

## Beschreibung
Das NSG besteht aus dem Talbereich eines namenlosen Seitensiepen der Voßmecke. Das NSG umfasst die Tallagen mit ihrem Grünland und mit Waldbereichen. Das Grünland wird meist mit Rindern beweidet. Teile des Grünlands sind brach gefallen. Im NSG befinden sich auch größere Waldbereiche, welche meist mit Rotbuche bestockt sind.

## Schutzzweck
Das NSG soll Grünland und Waldbereiche mit Arteninventar schützen. Wie bei allen Naturschutzgebieten in Deutschland wurde in der Schutzausweisung darauf hingewiesen, dass das Gebiet „wegen der Seltenheit, besonderen Eigenart und Schönheit des Gebietes“ zum Naturschutzgebiet erklärt wurde.